# 脂肪醇

脂肪醇

脂肪醇为具有8至22碳原子链的脂肪族的醇类。脂肪醇通常具有偶数的碳原子和一个连接于碳链末端的羟基。一些脂肪醇为不饱和醇，而一些为支链醇。这些醇类都广泛应用于化学工业。

## 生产和历史
脂肪醇在天然当中并不大量存在，只存在于如：蜡、脂肪酸酯和脂肪醇。
脂肪醇直到1900年才被发现。他当村通过钠和蜡酯进行布沃－布朗还原反应得到。进入19世纪30年代催化氢化方法开始进入商用领域，该法将脂肪酸酯也就是通常的牛脂通过氢化反应得到脂肪醇。到了40年代和50年代，石化原料开始成为重要的化工原料，卡尔·齐格勒发现了乙烯的聚合反应。这两个重要发现打开了合成脂肪醇的大门。

### 从天然来源制备
一个传统并仍然有效的得到脂肪醇的途径是通过脂肪羧酸酯。蜡酯以前就是通过捕获鲸鱼并提取其中的精子油获得的。另外一条路径就是种植荷荷巴。脂肪酸三酯，即熟知的甘油三酯可通过动植物来源获得。这些三酯都可进行酯交换反应得到甲酯，然后氢化得到醇类。典型的动物油脂为C16-C18，植物油脂的链长变化相比更多。更长的脂肪醇链(C20–C22)可通过菜籽油获得；相比更短的脂肪醇链(C12-C14)可通过椰子油获得。

### 从石化来源制备
脂肪醇还可以通过石化原料进行制备。在Ziegler过程中，乙烯在三乙基铝条件下进行低聚化而后进行空气氧化反应。这个过程可以得到偶数碳链的醇类：
Al(C2H5)3  +  18 C2H4   →   Al(C14H29)3
Al(C14H29)3  +  1.5 O2   +  1.5 H2O   →   3 HOC14H29  +  0.5 Al2O3
此外乙烯还可低聚化得到烯烃混合物，进而进行氢甲酰化反应，该过程可得到奇数碳链的醛，继而可氢化得到奇数碳链醇。例如，从癸烯氢甲酰化得到C11的醇：
C8H17CH=CH2  +  H2  +  CO   →   C8H17CH2CH2CHO
C8H17CH2CH2CHO  +  H2   →   C8H17CH2CH2CH2OH
在壳牌高碳烯烃法中，壳牌公司调整了起始烯烃低聚物的碳链长度分布从而迎合市场需求。该法通过中间体复分解反应来达成。得到的混合物进行分馏和氢甲酰化或者氢化进行下一步生产。

## 应用
脂肪醇主要用于生产洗涤剂和表面活性剂。它们是化妆品、食品和工业溶剂的组成部分。由于天然的水油两性，脂肪醇可作为非离子表面活性剂，还可用于化妆品和食品工业中的乳化剂、润滑剂和增稠剂。

### 营养
通过植物蜡和蜂蜡获得的极长链脂肪醇（VLCFA）被报道可以降低人血浆胆固醇。极长链脂肪醇被发现存在于粗谷物，蜂蜡和许多植物衍生的食品。报道还建议每人每天需要摄入5–20 mg的混合C24–C34醇（包括二十八烷醇和三十烷醇），降低21%–29%的低密度脂蛋白（LDL）胆固醇摄取量；提高8%–15%的高密度脂蛋白胆固醇摄取量。蜡酯可以被胆汁盐（依赖于胰腺分泌的羧基酯酶）水解，释放由胃肠道吸收的长链醇和脂肪酸。对成纤维细胞内脂肪醇代谢的研究表明：极长链脂肪醇、脂肪醛和脂肪酸在脂肪醇循环中可进行可逆的互相转化。对于遗传病过氧化物酶体紊乱（包括肾上腺脑白质营养不良和舍格伦-拉森综合征（鳞癣样红皮病））的患者，这些化合物都无法进行代谢。

## 俗名和相关化合物
| 名称                                          | 碳原子    | 支链醇/饱和醇                               | 分子式                          |
| 正辛醇 (1-辛醇)                               | 8碳原子   |                                             |                                 |
| 2-乙基己醇                                    | 8碳原子   | 支链醇                                      |                                 |
| 正壬醇 (1-壬醇)                               | 9碳原子   |                                             |                                 |
| 正癸醇 (1-癸醇)                               | 10碳原子  |                                             |                                 |
| 正十一醇 (1-十一烷醇)                         | 11碳原子  |                                             |                                 |
| 月桂醇 (十二烷醇，1-十二烷醇)                 | 12碳原子  |                                             |                                 |
| 十三烷醇 (1-十三烷醇，异十三烷醇)             | 13碳原子  |                                             |                                 |
| 十四烷醇 (1-十四烷醇)                         | 14碳原子  |                                             |                                 |
| 十五烷醇 (1-十五烷醇)                         | 15碳原子  |                                             |                                 |
| 鲸蜡醇 (正十六烷醇，1-十六烷醇)               | 16碳原子  |                                             |                                 |
| 十六烯醇 (顺-9-烯十六烷-1-醇)                 | 16碳原子  | 不饱和醇                                    | CH3(CH2)5CH=CH(CH2)8OH          |
| 十七烷醇 (1-正十七烷醇)                       | 17碳原子  |                                             |                                 |
| 硬脂醇 (正十八烷醇，1-十八烷醇)               | 18碳原子  |                                             |                                 |
| 异硬脂醇 (16-甲基十七烷-1-醇)                 | 18碳原子  | 支链醇                                      | (CH3)2CH-(CH2)15OH              |
| 反油醇 (9E-十八烷-1-醇)                       | 18碳原子  | 不饱和醇                                    | CH3(CH2)7CH=CH(CH2)8OH          |
| 油醇 (cis-9-十八烷-1-醇)                      | 18碳原子  | 不饱和醇                                    |                                 |
| 亚油醇 (9Z, 12Z-十八烷-1-醇)                  | 18碳原子  | 多聚不饱和醇, 亚油酸的水解产物 一种ω6脂肪酸 |                                 |
| elaidolinoleyl醇 (9E, 12E-十八烷-1-醇)        | 18碳原子s | 多聚不饱和醇                                |                                 |
| 亚麻醇 (9Z, 12Z, 15Z-十八烷-1-醇)             | 18碳原子  | 多聚不饱和醇                                |                                 |
| elaidolinolenyl醇 (9E, 12E, 15-E-十八烷-1-醇) | 18碳原子  | 多聚不饱和醇                                |                                 |
| 蓖麻油醇 (12-羟基-9-十八烷-1-醇)              | 18碳原子  | 不饱和醇，二醇                              | CH3(CH2)5CH(OH)CH2CH=CH(CH2)8OH |
| 十九烷醇 (1-十九烷醇)                         | 19碳原子  |                                             |                                 |
| 花生醇 (正二十烷醇，1-二十烷醇)               | 20碳原子  |                                             |                                 |
| 二十一烷醇 (1-二十一烷醇)                     | 21碳原子  |                                             |                                 |
| 二十二烷醇 (1-二十二烷醇)                     | 22碳原子  |                                             |                                 |
| 瓢儿菜醇 (顺-13-二十二烷-1-醇)                | 22碳原子  | 不饱和醇                                    | CH3(CH2)7CH=CH(CH2)12OH         |
| 二十四烷醇 (1-二十四烷醇)                     | 24碳原子  |                                             |                                 |
| 二十六烷醇 (1-二十六烷醇)                     | 26碳原子  |                                             |                                 |
| 普利醇, (正二十八烷醇，1-二十八烷醇)          | 28碳原子  |                                             |                                 |
| 三十烷醇, 蜂花醇 (1-三十烷醇)                 | 30碳原子  |                                             |                                 |
| 三十四烷醇 (1-三十四烷醇)                     | 34碳原子  |                                             |                                 |

二十二烷醇、二十四烷醇、二十六烷醇、1-二十七烷醇、二十九烷醇、正三十烷醇、1-三十二烷醇和geddyl醇被一起归类为多廿烷醇，其中数二十九烷醇和三十烷醇存量最为丰富。

## 扩展资料
- Cyberlipid. .   [2007-02-06]. （原始内容存档于2012-06-25）. 脂肪醇之综述及相关文献。
- CONDEA.  (PDF).   [2007-02-06]. （原始内容 (PDF)存档于2007-09-27）.